# سباق باريس روبيه 2020
سباق باريس روبيه 2020 (بالفرنسية: Paris-Roubaix 2020)‏ هو سباق دراجات هوائية، وهو الموسم رقم 118 من السباق، وأقيم في 25 أكتوبر 2020، وامتدّ لمسافة 259 كيلومتر، وهو أحد سباقات طواف العالم للدراجات 2020، وهو من نوع  سباق يوم واحد.
فاز فيه بالمركز الأول  تم إلغاء السباق ‏.

## الفرق
| فرق عالمية (19)- AG2R La Mondiale - Astana - Bahrain McLaren - Bora-Hansgrohe - CCC Team - Cofidis - Deceuninck-Quick Step - EF Pro Cycling - Groupama-FDJ - Israel Start-Up Nation - Lotto Soudal - Mitchelton-Scott - Movistar Team - NTT Pro Cycling - Ineos Grenadiers - Jumbo-Visma - Team Sunweb - Trek-Segafredo - UAE Team Emirates فرق برو (6)- Alpecin-Fenix - فيتال كونسبت ‏ - ديلكو ‏ - Arkéa-Samsic - Total Direct Énergie - Circus-Wanty Gobert |  |
| |  |

## التصنيف العام النهائي
| \| التصنيف العام \| التصنيف العام \| التصنيف العام \| التصنيف العام \| التصنيف العام \| \| العداء \| العداء \| الفريق \| الوقت \| \| \| ------------- \| ------------- \| ------------- \| ------------- \| ------------- \| |        |        |       |  |
| |        |        |       |  |
| مصدر: ProCyclingStats |        |        |       |  |
| التصنيف العام |        |        |       |  |
| العداء | العداء | الفريق | الوقت |  |

## وصلات خارجية
- الموقع الرسمي
- لمحة عن سباق سباق باريس روبيه 2020 على موقع  ProCyclingStats   (برو  سايكلنج  ستاتس) - إحصاءات  محترفي  الدراجات.
- سباق باريس روبيه 2020 على موقع إحصائيات الدراجات الإحترافية (الإنجليزية)